# Submersisphaeria vasicola
Submersisphaeria vasicola är en svampart som beskrevs av You Z. Wang, Aptroot & K.D. Hyde 2004. Submersisphaeria vasicola ingår i släktet Submersisphaeria och familjen Annulatascaceae.   Inga underarter finns listade i Catalogue of Life.